# Pavel Křivský
František Pavel Křivský (12. listopadu 1912 Bílek (Chotěboř) – 15. prosince 1989 Praha) byl katolický kněz a člen premonstrátského řádu; po opuštění řádu, kněžské služby i katolické víry archivář, filosof, historik a kontroverzní vychovatel mládeže. Byl dlouho vězněn v souvislosti se svou skautskou činností, byl však též komunistou, informátorem StB a členem Ústředního akčního výboru Junáka.

## Život

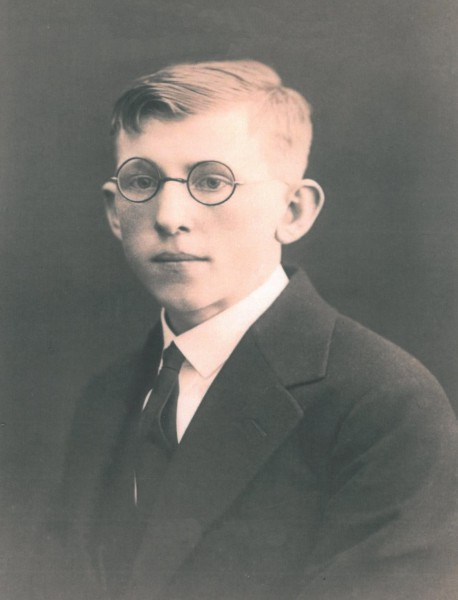
František Křivský v mládí

František Křivský maturoval roku 1930 na reálném gymnáziu v Chotěboři a vstoupil do kláštera premonstrátů v Želivi u Pelhřimova, kde měl na starosti výchovu noviců. Studoval teologii na semináři v Hradci Králové, kde byl roku 1935 vysvěcen na kněze. Začal studovat filosofii a historii na Filosofické fakultě UK v Praze, studium však mohl dokončit až v roce 1946, kdy obhájil diplomovou práci na téma Pečeti řádu premonstrátů v Čechách a na Moravě. V roce 1941 v důsledku krize víry vystoupil z řádu a stal se řadovým knězem v Buštěhradě u Kladna, od roku 1944 pak správcem hřbitova u sv. Markéty v Břevnově, kde působil až do konce války. Již před válkou se seznámil s Eduardem Skřivanem, členem Svazu skautů a bývalým náčelníkem Skautů Práce (spadající pod Čs. sociálně demokratickou stranu dělnickou), začal se zajímat o skauting a zároveň sympatizoval s programem KSČ. Po květnové revoluci v roce 1945 vystoupil z katolické církve a vstoupil do KSČ na doporučení komunistického poslance Dubského. Absolvoval Státní archivní školu a na žádost ministerstva vnitra se stal archivářem Uranových dolů Jáchymov; v roce 1947 byl přijat do Archivu ministerstva vnitra, kde dosáhl hodnosti přednosty IV. oddělení archivu MV.
V roce 1946 se Křivský více angažoval ve skautské organizaci Junák, absolvoval Ústřední lesní školu a stal se členem výchovného odboru Ústředí Junáka. Stal se též prominentním členem tzv. Vysokoškolského roverského kmene (VRK) v Praze, který v Junáku vyvíjel intenzívní prokomunistickou činnost. V únoru 1948 se Křivský plně postavil za pučistickou politiku KSČ a stal se členem Ústředního akčního výboru Junáka, skrze nějž se KSČ snažila Junák ovládnout. V roce 1949 se Křivský stal vedoucím komise pro práci s mládeží ve Svazu občanů bez vyznání a zakládal kroužky mládeže, z nichž vyrostlo jeho sdružení mládeže Kruh. Touto svojí činností a spojováním komunistické ideologie s východní filosofií a mystikou začal být režimu nepohodlný. V roce 1950 byl vyloučen z KSČ pod záminkou ztráty legitimace. Roku 1951 byl propuštěn z Archivu MV po náhlém sňatku s Marií Pavlíkovou, členkou Kruhu.
25. února 1952 byl Křivský zatčen a po dvou měsících vyšetřování se psychicky zhroutil a začal spolupracovat s vyšetřovateli. V následném vykonstruovaném procesu, v němž pod hrozbou trestu smrti sehrál určenou roli, byl odsouzen na doživotí. Ve vězení v Leopoldově a ve Valdicích měl pověst a prestiž významného činovníka Junáka vězněného pro protikomunistickou činnost. Pořádal pro své spoluvězně filosofické přednášky, které zapisoval na kousky papíru, jež se podařilo z vězení vynést a zachránit. Roku 1992 je předal do Archivu Univerzity Karlovy jeho bývalý spoluvězeň A. Bečvář.. Ve skutečnosti byl však udavačem, který např. na jedné straně spolupracoval na ustavení ilegální Republikánské strany, na druhé straně udával vše o aktivitách jejích členů. Ve výkonu trestu se též dvakrát pokusil o sebevraždu.
Po 13 letech věznění byl roku 1965 propuštěn a pracoval jako skladník, později archivář v Památníku národního písemnictví v tehdy zrušeném Strahovském klášteře v Praze. Zabýval se dějinami Strahova a českými filosofy a teology 19. století, jako byli Josef Dobrovský, Bernard Bolzano nebo Augustin Smetana. Zpracoval také literární pozůstalosti řady dalších postav myslitelů a spisovatelů 19. století. K výchově mládeže se již nevrátil, členem Junáka nebyl ani v době jeho přechodné legální existence v letech 1968–1970. Před smrtí se mu pokusil zprostředkovat přijetí katolických svátostí bývalý spolubratr z želivského kláštera (a jeho pozdější opat) Vít Tajovský, Křivského manželka tomu však zabránila. Jeho přednášky z Leopoldova vyšly ve sborníku „Filosofie za mřížemi“.
Skrze svůj Kruh měl Křivský jakožto charismatický vychovatel silný vliv na filosofii mimoškolní výchovy mládeže jak v rámci skautingu (kurzy FONS a další roverský program), tak mimo něj (např. Prázdninová škola Lipnice). Mezi jím zásadně ovlivněné osobnosti patří např. Václav Břicháček či Miloš Zapletal. Mnoho jeho „žáků“ či jím ovlivněných osob o jeho spojení s komunistickým režimem nemělo tušení a jeho vychovatelský odkaz je dodnes předmětem sporů.